# Жовановски, Эд
Э́двард (Эд) Жовано́вски (англ. Edvard Jovanovski; род. 26 июня 1976, Уинсор, Онтарио) — канадский хоккеист, защитник. Олимпийский чемпион 2002.

## Игровая карьера

### «Флорида Пантерс»
Эд Жовановски на драфте 1994 года был выбран «Флоридой Пантерз» под первым номером. И уже в своем дебютном сезоне в НХЛ дошёл до финала Кубка Стэнли. В финале «пантеры» проиграли «Колорадо Эвеланш» в четырёх играх. Жовановски был номинирован на Колдер Мемориал Трофи, как лучший новичок лиги (выиграл Даниэль Альфредссон из «Оттавы Сенаторз»). Также вошёл в команду лучших новичков лиги.
17 января 1999 года, после трех с половиной сезонов в «Пантерс», Жовановски принял участие в сделке с «Ванкувер Кэнакс». Он вместе с Дейвом Ганье, Майком Брауном, Кевином Уиксом и правом первого выбора драфта 2000 (Натан Смит), был обменян на Павла Буре, Брета Хедикана, Брэда Ференса и право третьего выбора драфта 2000 (Роберт Фрид).

### «Ванкувер Кэнакс»

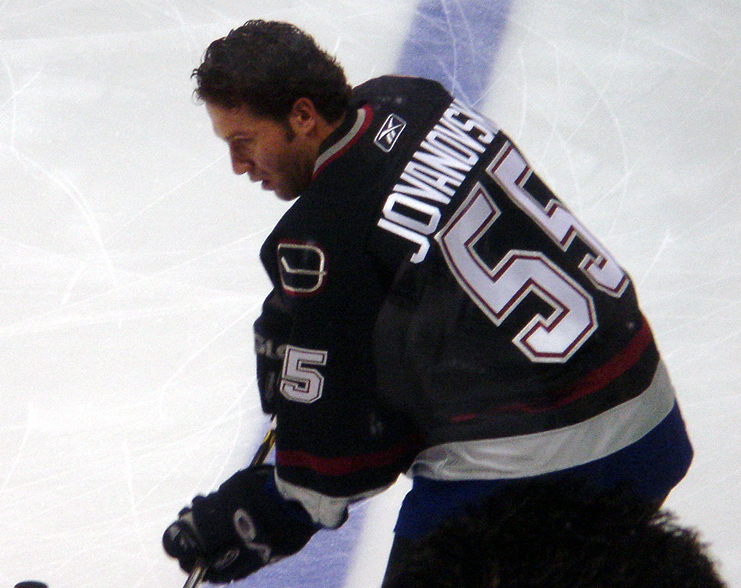

В Ванкувере Жовановски быстро стал одним из лучших защитников клуба. Своей игрой в сезоне 2000/01 помог «Кэнакс» вернуться в плей-офф после шестилетнего перерыва.
В «Кэнакс» Жовановски показывал результативную игру, три сезона подряд набирая свыше 45 очков (с 2000/01 до 2002/03). В атаке и в защите он был одним из ключевых игроков, и «Кэнакс» регулярно попадали в плей-офф, в сезоне 2003/04 выиграв свой дивизион.
Во время локаута Жовановски не играл. Новый сезон для него получился неполным из-за полученной травмы паха. Он принял участие только в 44 играх, набрав в них 33 очка, а «Ванкувер» не попал в плей-офф.

### «Финикс Койотис»
В 2006 году контракт с «Ванкувером» закончился, и он, как неограниченно свободный агент, подписал пятилетний контракт с «Финиксом» на сумму 32,5 миллиона долларов. Первый сезон также получился для Жовановски сокращенным из-за очередной полученной травмы. В сезоне 2007/2008 Жовановски набрал 51 очко, что для него является лучшим показателем в карьере. Первые десять игр сезона 2009/2010 Жовановски пропустил из-за травмы. Ещё на две игры он был дисквалифицирован за удар локтем игрока «Миннесоты Уайлд» Эндрю Эббетта.

### Возвращение во «Флориду» (2011-2014)
1 июля 2011 года Жовановски подписал четырёхлетний контракт на сумму 16,5 миллионов долларов и вернулся в команду «Флорида Пантерз». Он сыграл большую роль в перестройке команды и ее стремлении попасть в плей-офф. Тренер «Пантерз» Кевин Дайнен назначил Жовановски капитаном команды в сезоне 2012-13, но этот сезон оказался очень разочаровывающим для него и команды. Ноющая травма бедра не давала Жовановски покоя, и он провел всего шесть игр, прежде чем была проведена операция с последующим десятимесячным восстановлением. Эд Жовановски вернулся на лед в январе 2014 года и сыграл 36 игр за «Флориду».
28 декабря 2015 года Эд Жовановски объявил о завершении своей игровой карьеры.

## Карьера в сборной
Эд Жовановски — чемпион Олимпийских игр 2002 года в Солт-Лейк-Сити в составе сборной Канады. На Олимпиаде он сыграл все шесть игр, в которых набрал 3 очка за голевые передачи, в том числе за ту, после которой Джо Сакик забил победный гол в финале в ворота сборной США.
Жовановски принял участие в четырёх Чемпионатах мира. Дважды завоевывал серебро (в 2005 и 2008 годах). Ещё на двух Чемпионатах мира сборная Канады до медалей не добралась (в 1998 году в Швейцарии и в 2000 году в России)

## Статистика
| Легенда | Легенда                    | Легенда | Легенда                   | Легенда | Легенда    |
| ------- | -------------------------- | ------- | ------------------------- | ------- | ---------- |
| И       | Количество проведённых игр | Штр     | Штрафное время            | +/−     | Плюс-минус |
| Г       | Голы                       | П       | Голевые передачи          | О       | Очки       |
| -       | Статистика неизвестна      | —       | Статистика не учитывалась |         |            |